# Selos e história postal da Croácia
A história postal e os selos da Croácia refletem a complexa história do país ao longo de todo o século XX. Como estado independente, ou anexado a outros estados, ou sob o domínio de outras nações, os selos croatas ilustram as constantes convulsões políticas que tiveram como palco a região dos Balcãs nos últimos cem anos.

## Estado dos Eslovenos, Croatas e Sérvios
A Croácia iniciou as suas emissões postais em 1918, fazendo parte do Estado criado com o nome de Estado dos Eslovenos, Croatas e Sérvios (em  servo-croata: Država Slovenaca, Hrvata i Srb). Em 1921 passou a integrar o Reino dos Sérvios, Croatas e Eslovenos, (em croata: Kraljevina Srba, Hrvata i Slovenaca) que precedeu a criação do Reino da Iugoslávia. 

## A Croácia dos Ustaše

Bloco com selo da Croácia, emitido em 1943

O Estado independente croata foi criado após a invasão da Iugoslávia pelas tropas nazis. O poglavnik Ante Pavelić, dirigente dos ustaše,  foi  imposto como líder do país pelas forças do Eixo. Durante o período compreendido entre 1941 e 1945, foram emitidos selos por estado satélite da Itália fascista, até à libertação do país pelas tropas nacionalistas de Tito.
Entretanto, as regiões litorais da Ístria e da Dalmácia estiveram quase sempre, no período entre as duas Guerras Mundiais, sob domínio italiano. Em selos próprios, ou em selos italianos sobrecarregados, foram realizadas várias emissões, destacando-se as produzidas pela cidade de Fiume (atual Rijeka) entre 1918 e 1924.

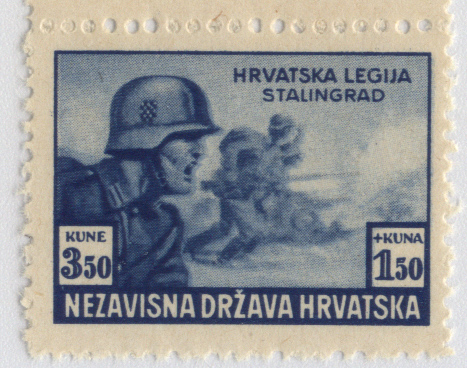
Selo mostrando as tropas croatas na batalha de Estalinegrado

## A inserção na Iugoslávia
A partir de 1945 a Croácia foi inserida na República Federativa da Iugoslávia, deixando assim de emitir selos próprios. Durante este período foram produzidos alguns selos que retratavam motivos croatas, tais como figuras ilustres, símbolos ou paisagens.

## A restauração da independência
Com a independência da República da Croácia em 1991, os correios croatas passaram a emitir selos com o nome do país unicamente em caracteres ocidentais (Hrvatska), abandonando a dupla grafia que caracterizava os selos iugoslavos e que incluía também os caracteres do alfabeto cirílico.